# 4188-as busz
A 4188-as jelzésű autóbuszvonal Putnok és Gömörszőlős (Putnok – Gömörszőlős – Alsószuha – Felsőnyárád – Zubogy) között húzódó helyközi vonal, amelyet a Volánbusz Zrt. üzemeltet.

## Története
Az autóbuszvonal 2015-ig a Borsod Volán, 2019-ig az ÉMKK, 2019-től a Volánbusz üzemeltetése alatt is jelen volt a térség tömegközlekedésében. 2024. augusztus 16-áig Putnok – Alsószuha – Felsőnyárád – Zubogy viszonylaton létezett, többek között az ózdi üzemegység autóbuszai közül szerdai munkanapokon 1 járatpár szolgálta ki Putnok, Serényfalva, Kelemér, Alsószuha, Dövény, Jákfalva, Felsőnyárád, Felsőkelecsény és Zubogy településeket, illetve tanítási napokon egy 4063-as vonalszámú járat fordájában volt megtalálható Gömörszőlősről egy járat a putnoki Péczeli János Általános Iskolájához.
A Volánbusz 2024. augusztus 17. dátummal megszűntette a Putnok és Zubogy között közlekedő járatokat – utasforgalma nem volt jelentős. Jelenleg 4188-as vonalszámmal csak a Gömörszőlősről induló járat rendelkezik.

## Útvonala
A gömörszőlősi községházától indul. A zsákfalut egyetlen útján, a Kelemérrel összekapcsolt úton hagyja el, majd a községet a 2601-es mellékúton keresztezi délnyugati irányban. A szlovák határral párhuzamosan jut el Serényfalvára, itt fordul rá a 26-os főútra, melynek Miskolc felé tartó szakaszán közlekedik. A vonal 13. kilométerén érkezik a környék egyik nagyobbik városába, Putnokra. A legtöbb járattal ellentétben a belvárosi Fő tér megállón túl a Péczeli János Általános Iskolájánál végállomásozik. Iskolai napokon a 4147-es és 4195-ös buszok fordulnak meg itt kizárólag.
Ellentétes irányban nincs indítása.

## Közlekedése
Indításai tanítási napokon történnek, 1 odairányban.
| Viszonylat                                         | Indításszám | Közlekedési rend |
| -------------------------------------------------- | ----------- | ---------------- |
| Gömörszőlős, kh. ➝ Putnok, Péczeli János Ált. Isk. | 1 oda       | tanítási napokon |

## Megállóhelyei
| 0 | Gömörszőlős, községháza végállomás                | 0.0 km  | 4063, 4104, 4140                                                                              |
| 1 | Kelemér, autóbusz-váróterem                       | 2.3 km  | 1034 4063, 4104, 4140                                                                         |
| 2 | Kelemér, vendégház                                | 2.8 km  | 4063, 4104, 4140                                                                              |
| 3 | Székipuszta                                       | 4.6 km  | 4063, 4104, 4140                                                                              |
| 4 | Serényfalva, községháza                           | 8.5 km  | 1034 4063, 4104, 4140                                                                         |
| 5 | Serényfalva, téglagyár                            | 9.5 km  | 4063, 4104, 4140                                                                              |
| 6 | Héti elágazás                                     | 10.0 km | 1034, 1369, 1384, 1410, 1411 3770, 3773, 4063, 4104, 4140, 4145                               |
| 3 | Héti csárda                                       | 11.5 km | 3773, 4063, 4104, 4140, 4145                                                                  |
| 4 | Putnok, Egyetértés Tsz                            | 12.7 km | 1369, 1384, 1410, 1411 3770, 3773, 4063, 4104, 4140, 4145                                     |
| 5 | Putnok, szociális otthon                          | 13.3 km | 1369, 1384, 1410, 1411 3770, 3773, 4063, 4104, 4140, 4145                                     |
| 6 | Putnok, Fő tér vonalközi végállomás               | 14.0 km | 1369, 1384, 1410, 1411 3770, 3773, 4063, 4065, 4104, 4140, 4145, 4147, 4148, 4151, 4194, 4195 |
| 7 | Putnok, Kossuth utca 62.                          | 14.9 km | 1369, 1384, 1410, 1411 3770, 3773, 4057, 4062, 4063, 4065, 4147, 4194, 4195                   |
| 8 | Putnok, Péczeli János Általános Iskola végállomás | 15.3 km | 4147, 4195                                                                                    |